# Johann Nepomuk Würth

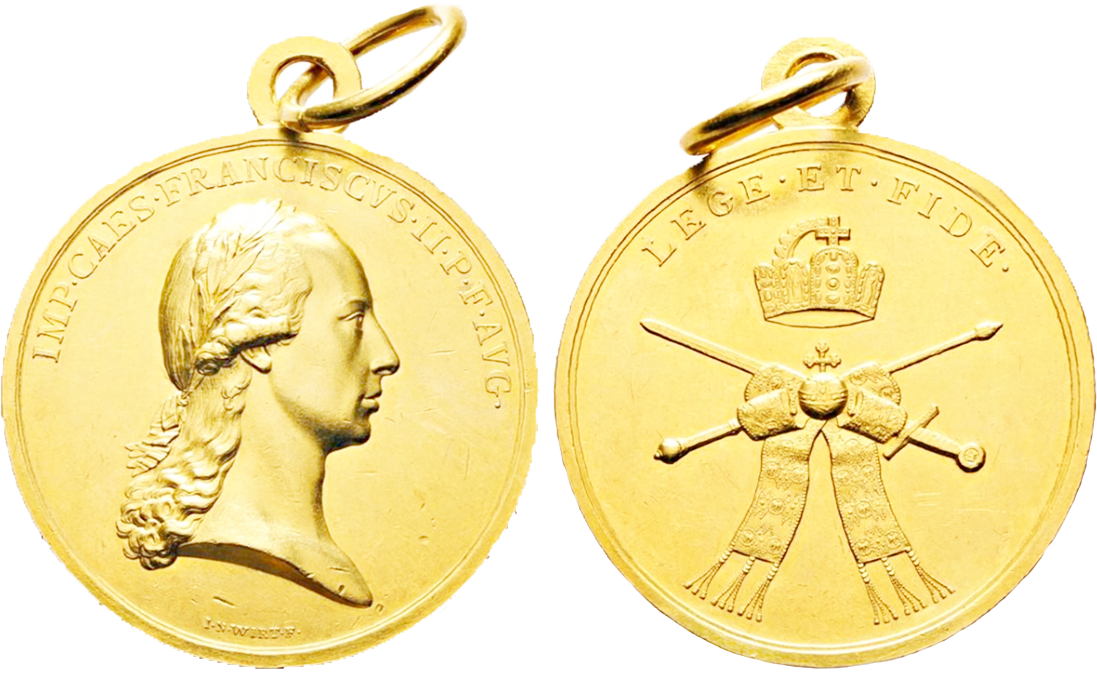
Kaiser Franz II Österreich Medaille von Johann Nepomuk Wirt

Johann Nepomuk Würth (auch: Wirt und Wirth 〰 6. April 1750 in Wien; † 27. November 1810 ebenda) war ein österreichischer Bossierer (Wachs), Graveur und Medailleur.

## Werke (Auswahl)

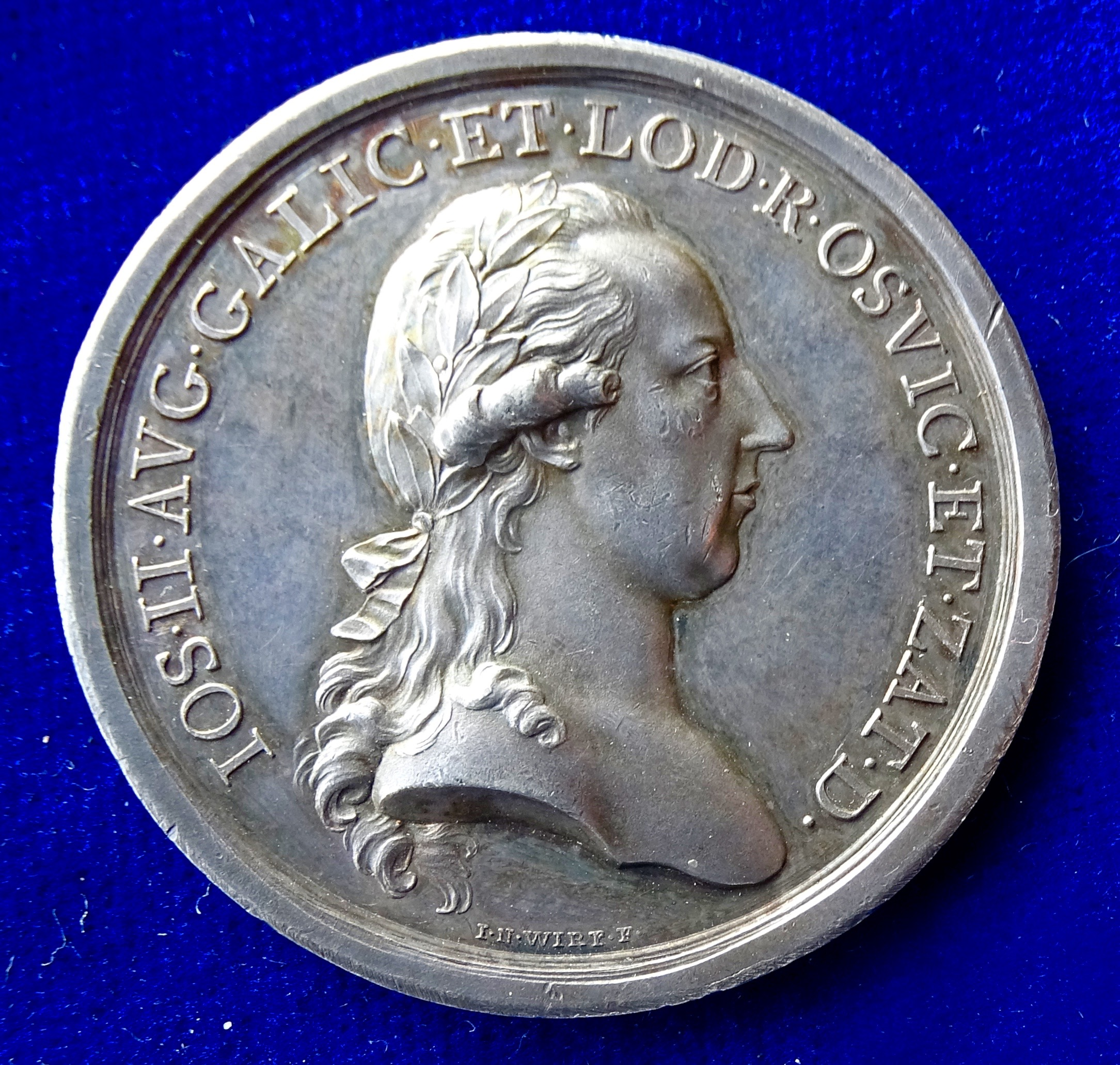
Medaille Joseph II, 1782
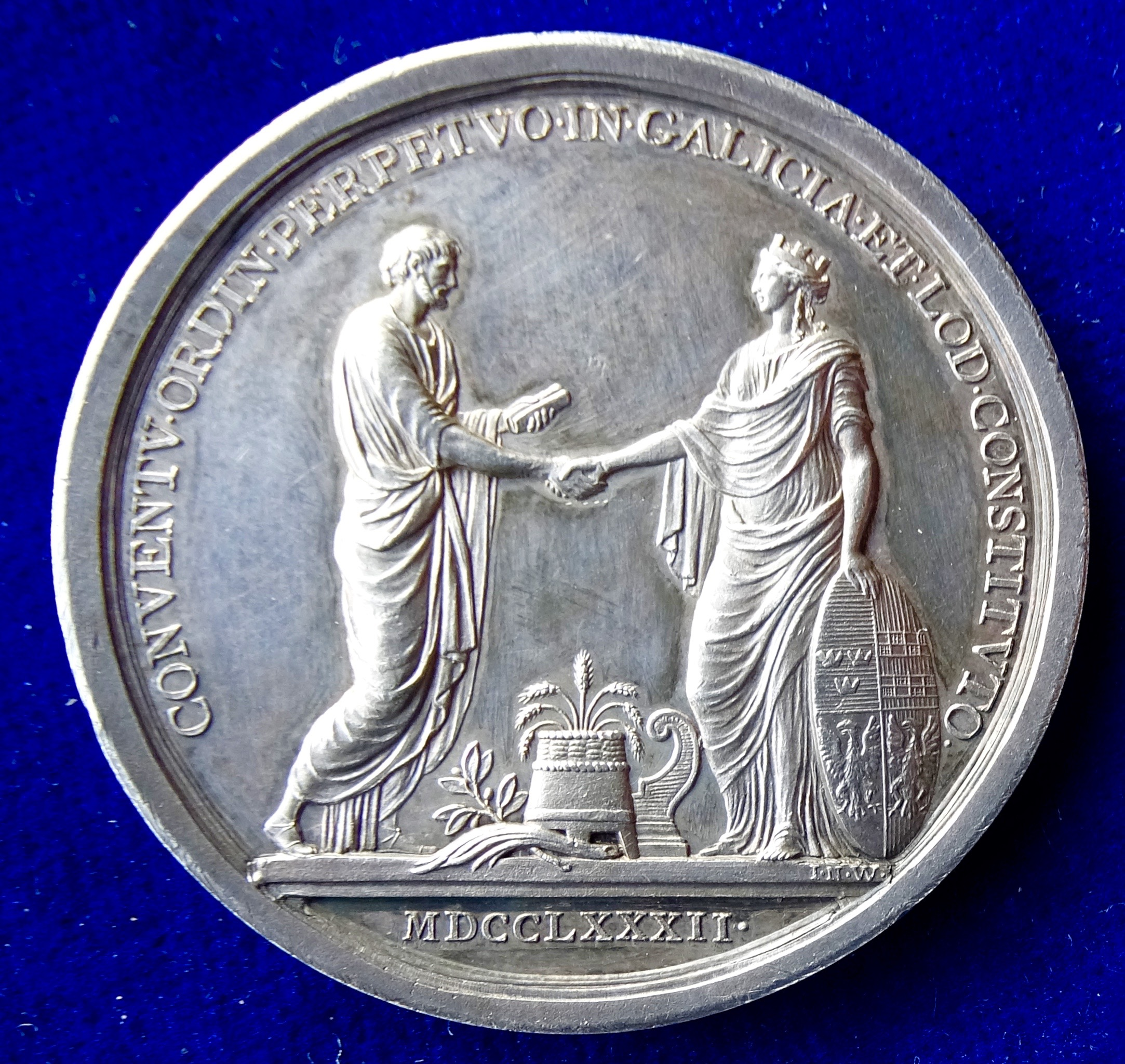
Rückseite
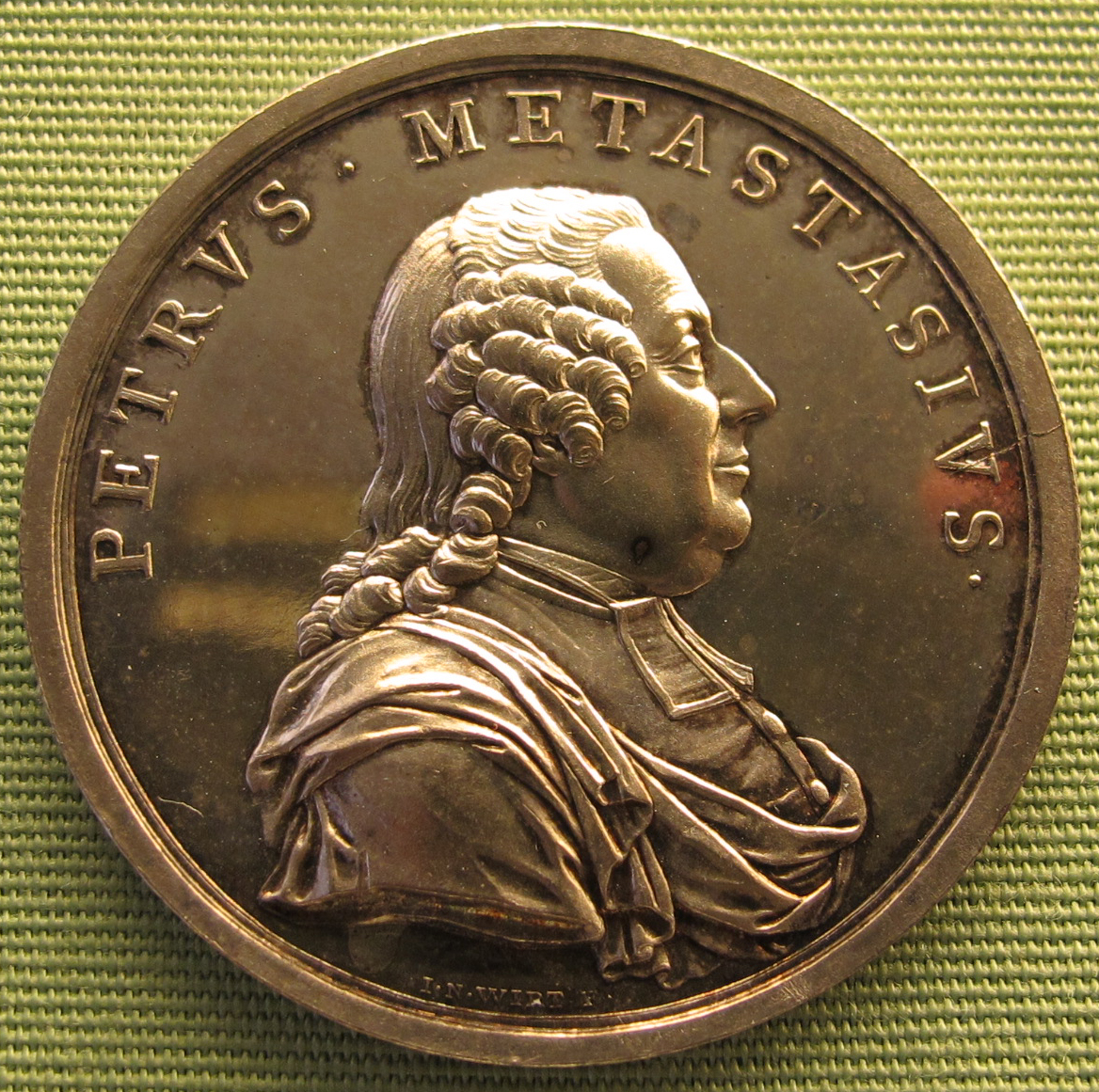
Pietro Metastasio, 1782
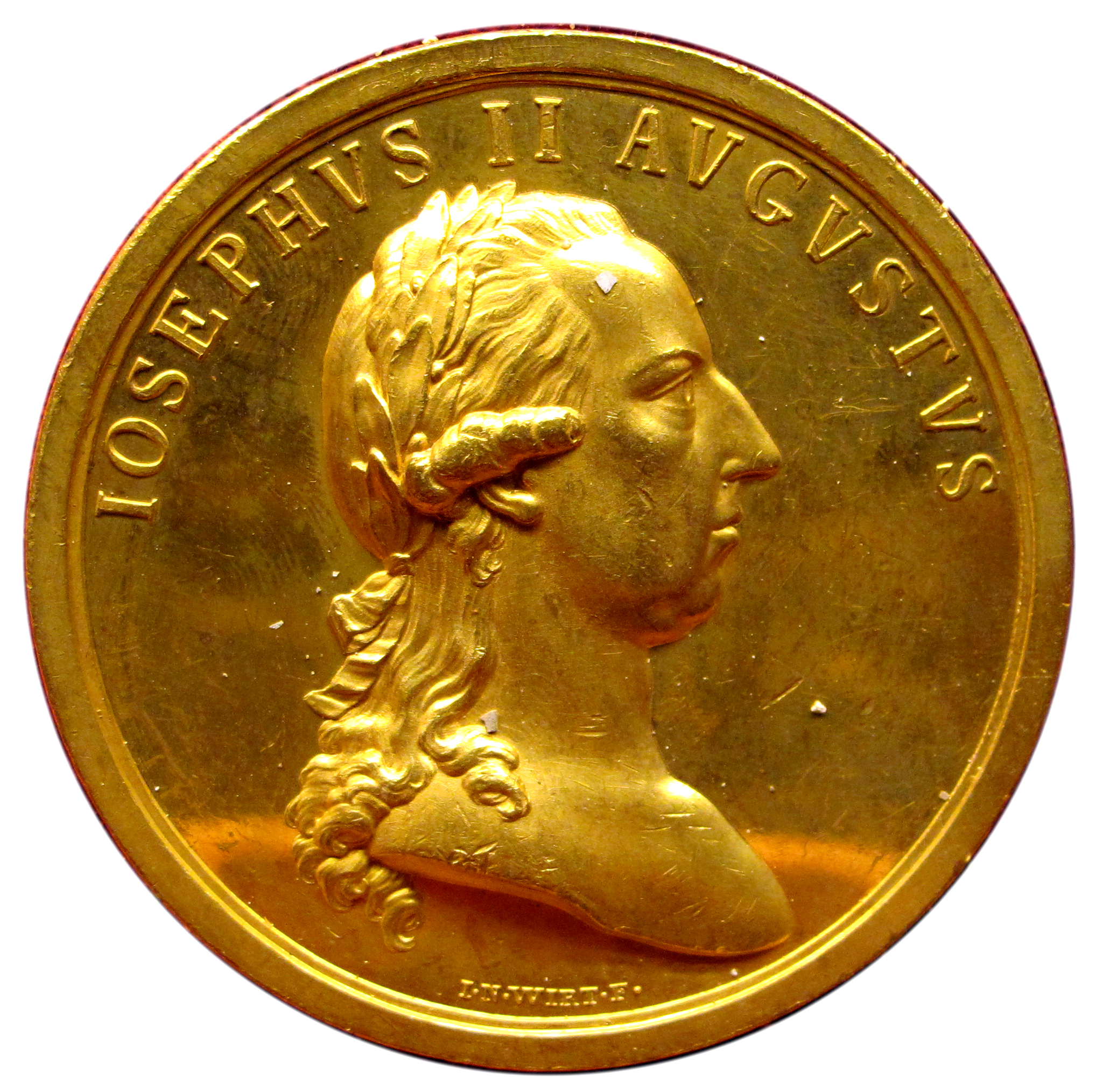
Joseph II, 1785
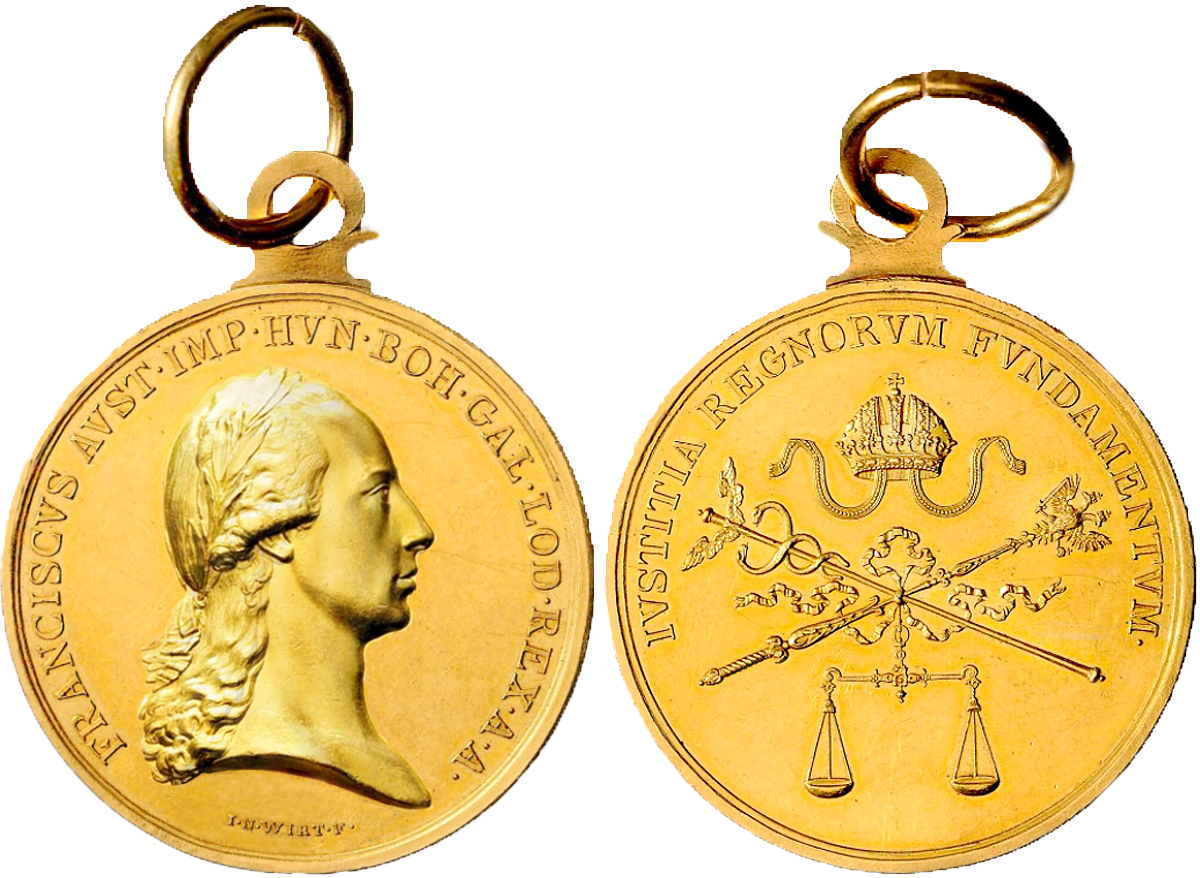
Kaiser Franz II./I. Österreich

## Leben
Würth war der Sohn des Gold- und Silberarbeiters Franz Caspar Würth und Bruder von Franz Xaver und Ignaz Würth. Am 4. Februar 1769 ist er im Alter von 18 Jahren als bezahlter „Graveurscholar“ bezeugt. Er durchlief in den Jahren 1770 bis 1771 an der École des beaux-arts in Paris eine Ausbildung als Wachsbossierer. Durch eine Pension von Kaiserin Maria Theresia studierte er auch in Rom und London, wo er 1777 in der Royal Academy of Arts ausstellte. Seit 1778 arbeitete er am Hauptmünzamt in Wien, zunächst als Nachfolger A. F. Widemanns als Münz- und Medaillenobergraveur. Auf Grund seiner Verdienste, ernannt ihn Kaiser Joseph II. 1778 zum Kammermedailleur und Münzgraveur mit Titel eines Bergrates und arbeitete seit 1791 als Obergraveur. Im Jahre 1798 erhielt er von Kaiser Franz II./I. den Titel eines „Kunstscholarendirektors“ und zählte zu den Räten der kaiserlich königlichen Akademie der Künste Wien.